# Sublimador

Sublimador simple.
1 Entrada d'aigua freda 2 Sortida d'aigua freda 3 Trompa de buit 4 Cambra de sublimació 5 Compost sublimat 6 Mostra a sublimar 7 Calefactor extern

Un sublimador és un aparell de laboratori emprar per a efectuar sublimacions.
El sublimador més simple consisteix en un tub tancat per un extrem, amb una tubuladura lateral situada a la part superior i a través de la qual hom pot practicar el buit; al fons del tub hom situa la mostra a sublimar i al seu interior hom acobla un altre tub, per l'interior del qual circula un fluid refrigerant i en la seva superfície es produeix la condensació del sublimat.